# Thelepus comatus
Thelepus comatus is een borstelworm uit de familie Terebellidae. Het lichaam van de worm bestaat uit een kop, een cilindrisch, gesegmenteerd lichaam en een staartstukje. De kop bestaat uit een prostomium (gedeelte voor de mondopening) en een peristomium (gedeelte rond de mond) en draagt gepaarde aanhangsels (palpen, antennen en cirri).
Thelepus comatus werd in 1859 voor het eerst wetenschappelijk beschreven door Grube.